# Agnes Reisch
Agnes Reisch (11 de octubre de 1999) es una deportista alemana que compite en salto en esquí. Ganó una medalla de bronce en el Campeonato Mundial de Esquí Nórdico de 2025, en la prueba de trampolín normal por equipo.

## Palmarés internacional
| Campeonato Mundial | Campeonato Mundial  | Campeonato Mundial | Campeonato Mundial |
| Año                | Lugar               | Medalla            | Prueba             |
| ------------------ | ------------------- | ------------------ | ------------------ |
| 2025               | Trondheim (Noruega) | Medalla de bronce  | TN por equipo      |